# Koellensteinia roraimae
Koellensteinia roraimae är en orkidéart som beskrevs av Rudolf Schlechter. Koellensteinia roraimae ingår i släktet Koellensteinia och familjen orkidéer. Inga underarter finns listade i Catalogue of Life.